# Benedetto da Ravenna
Benedetto da Ravenna, também grafado como Benedeto da Ravena (Ravena, c. 1485 - 1556), foi um arquiteto militar.

## Biografia
A serviço de Carlos I de Espanha, por pedido de João III de Portugal executou o projeto para a Praça-forte de Mazagão, datado de Maio de 1541.
Este baseava-se na ereção de muralhas segundo um polígono regular com baluartes. Em seu interior a povoação dispunha-se num um traçado urbano reticular (plano ortogonal) onde, em torno da praça central, se dispunham os principais edifícios como a Igreja, a Casa do Governador e a primeira fortaleza, depois transformada em cisterna. Este projecto representava a cidade ideal renascentista localizada num porto estratégico de abastecimento das naus na Carreira da Índia, e que se manteve na posse da Coroa portuguesa até ao século XVIII.